# Moçambique Expresso

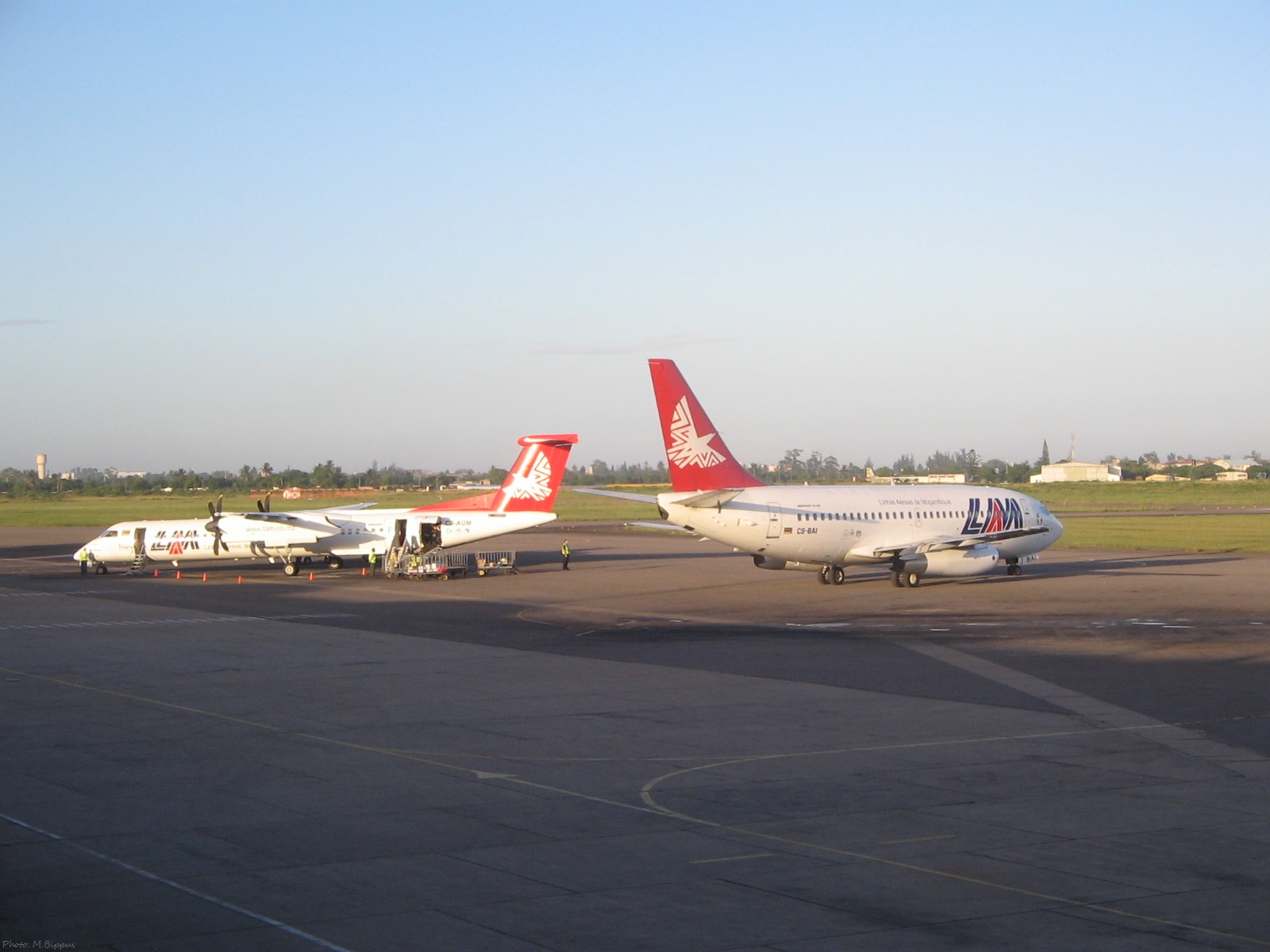
Dash 8 de Moçambique Expresso operado para LAM

Moçambique Expresso é uma Linha aérea com base em Maputo, Moçambique. Realiza voos regulares domésticos e regionais, bem como voos charter. A sua principal base de operações é o Aeroporto Internacional de Maputo.

## História
A companhia aérea foi fundada em setembro de 1995 como departamento de Operações Especiais da Linhas Aéreas de Moçambique. Começou a operar e tornou-se a Moçambique Expresso em 1995 como companhia aérea independente. É propriedade da LAM e tem 50 funcionários (em março de 2007).

## Frota
A frota da Moçambique Expresso é constituída pelas seguintes aeronaves, com uma idade média de 19,2 anos (em outubro de 2020):
| Bombardier Dash 8 Q400    | 1 | — |  |  |  |  |
| Bombardier Challenger 850 | 1 | — |  |  |  |  |
| Embraer ERJ               | 3 | — |  |  |  |  |
| Total                     | 5 | — |  |  |  |  |

## Frota Histórica
Em outubro de 2020, a companhia aérea também havia operado: